# دانشگاه کالیفرنیا، سن دیگو
دانشگاه کالیفرنیا، سن دیگو (به انگلیسی: University of California, San Diego) یک دانشگاه تحقیقاتی دولتی در محله لاهویا شهر سن‌دیگو واقع در ایالت کالیفرنیا آمریکا است که در سال ۱۹۶۰ میلادی بنیان‌گذاری شده‌است.
کتابخانه مرکزی این دانشگاه به افتخار دکتر سوس نامگذاری شده‌است. مساحت این دانشگاه حدود ۸۶۶ هکتار در نزدیکی اقیانوس آرام، است که پردیس اصلی در حدود ۴۶۶ هکتار می‌باشد. دانشگاه کالیفرنیا سن‌دیگو در سال ۱۹۶۰ در نزدیکی مؤسسه پژوهشی اسکریپس تأسیس شده‌است و در بین ۱۰ دانشگاه با قدمت کالیفرنیا در رتبه هفتم قرار دارد و بیش از ۲۰۰ برنامه کارشناسی و تحصیلات تکمیلی را ارائه می‌دهد. در سال ۲۰۱۹ تعداد کل دانشجویان این دانشگاه ۳۳۹۳۵ اعلام شده‌است که از این میان ۸۱ درصد آن را دانشجویان دوره کارشناسی و ۱۹ درصد را دانشجویان تحصیلات تکمیلی تشکیل می‌دهند. تا اوت ۲۰۱۸، استادان، محققان و فارغ‌التحصیلان دانشگاه کالیفرنیا سن‌دیگو موفق به کسب ۲۰ جایزه نوبل، ۳مدال فیلدز، ۸ مدال ملی علوم آمریکا، ۸ فلوشیپ مک آرتور و ۲ جایزه پولیتزر شده‌اند. علاوه‌براین اکنون ۲۹ استاد این دانشگاه در آکادمی ملی مهندسی آمریکا، ۷۰ استاد در آکادمی ملی علوم آمریکا، ۴۵ استاد در انستیتو پزشکی و ۱۱۰ استاد در آکادمی ملی علوم و هنر آمریکا عضو هستند.

## نگارخانه

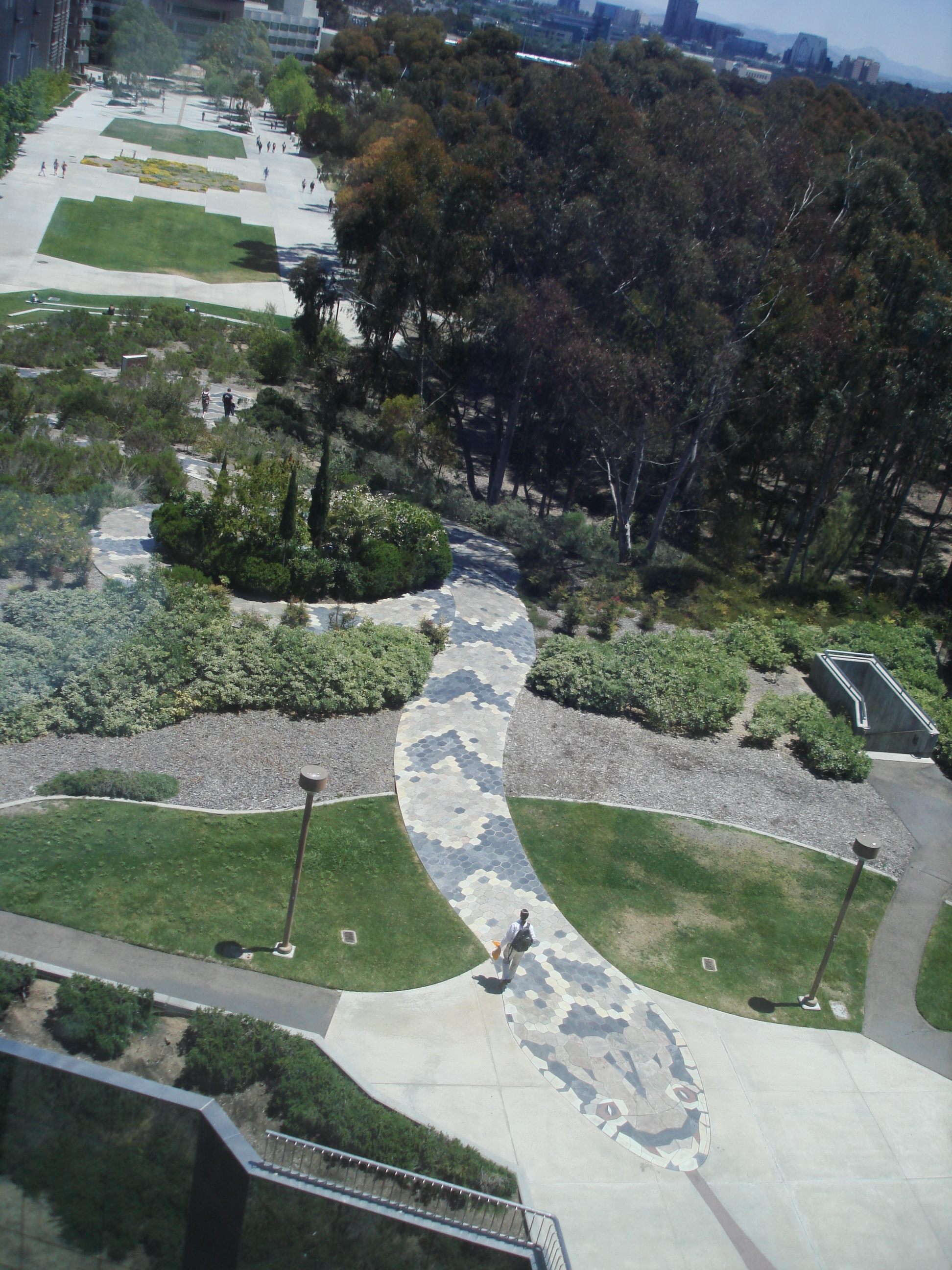
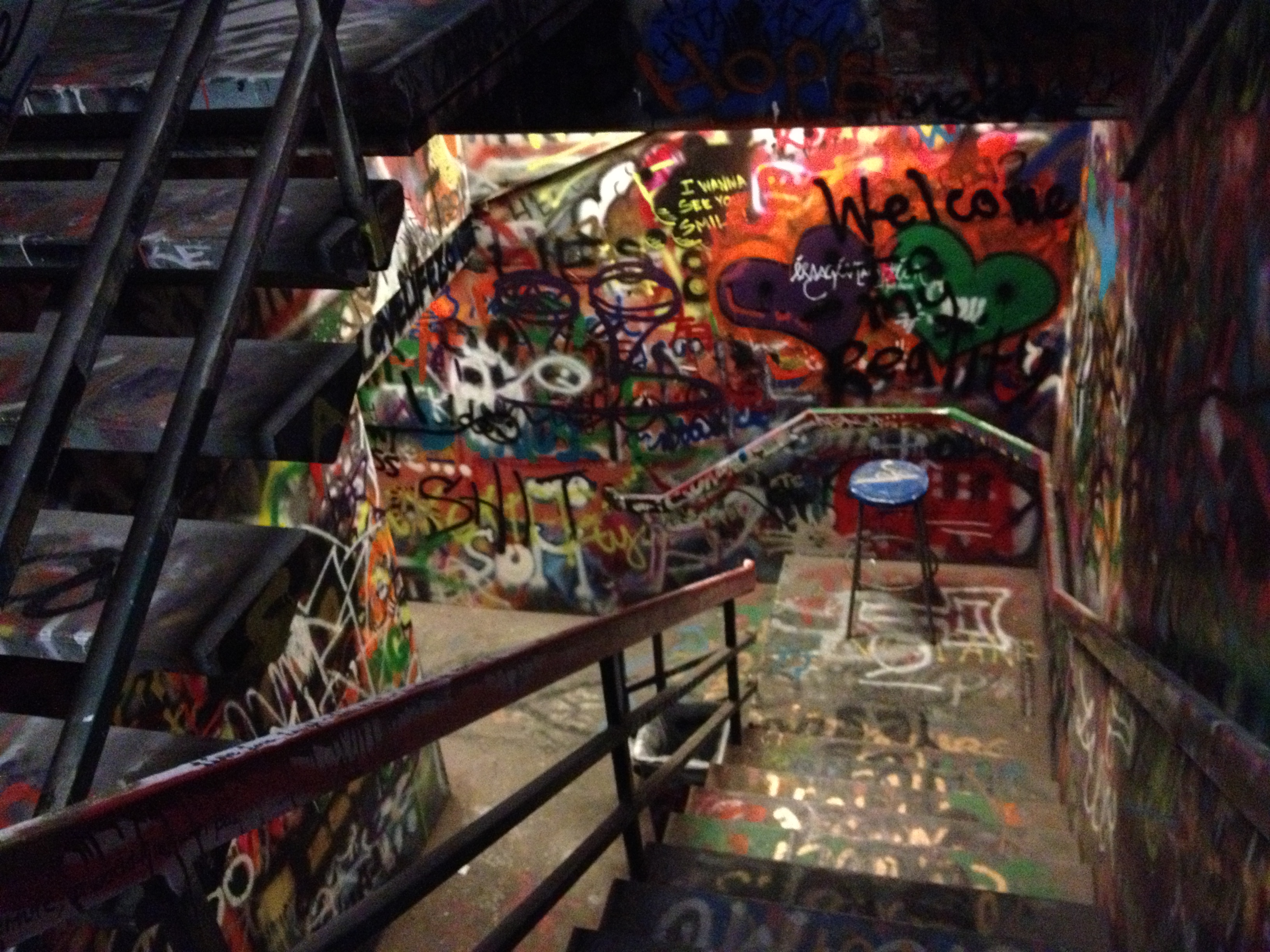
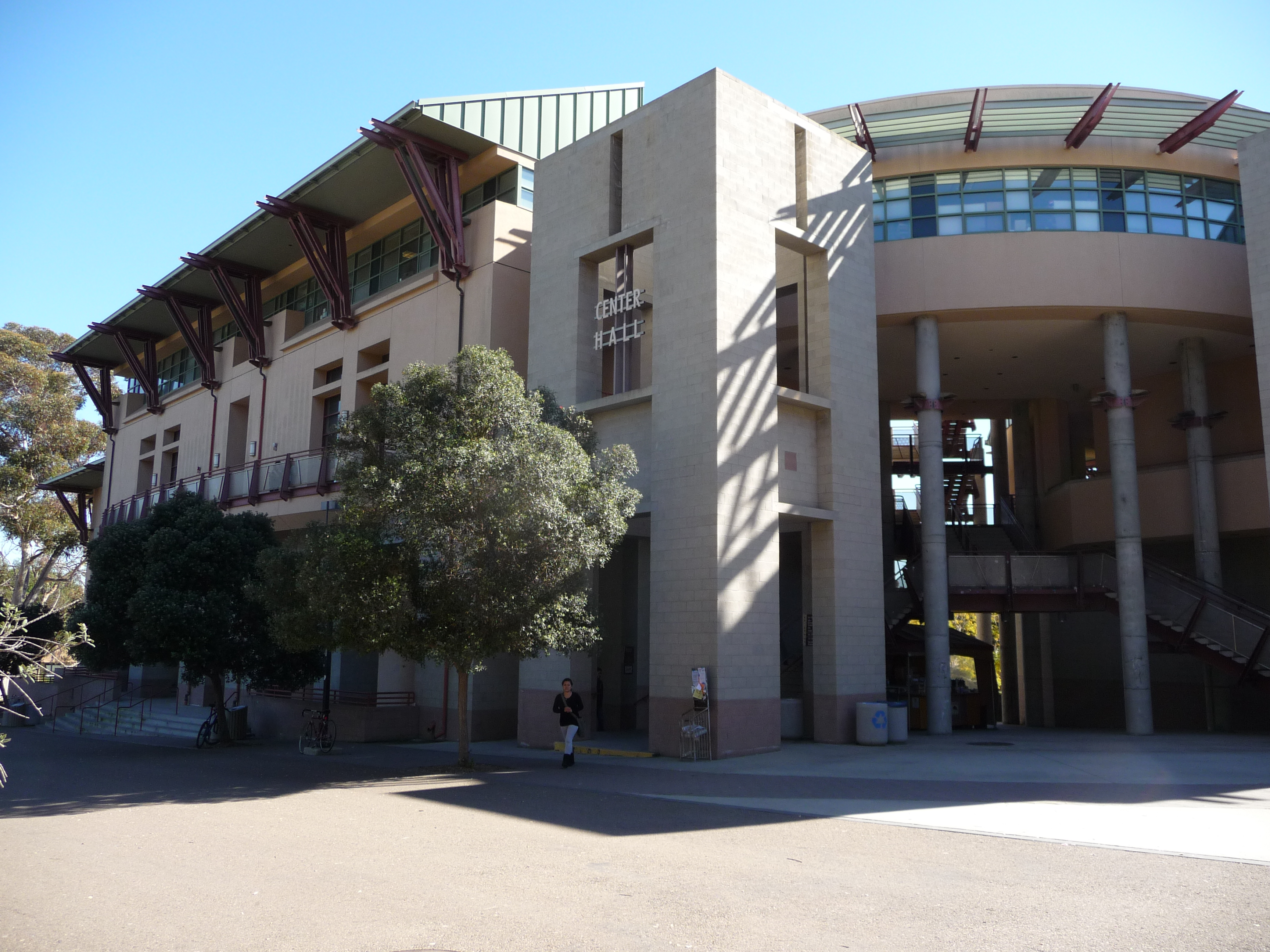
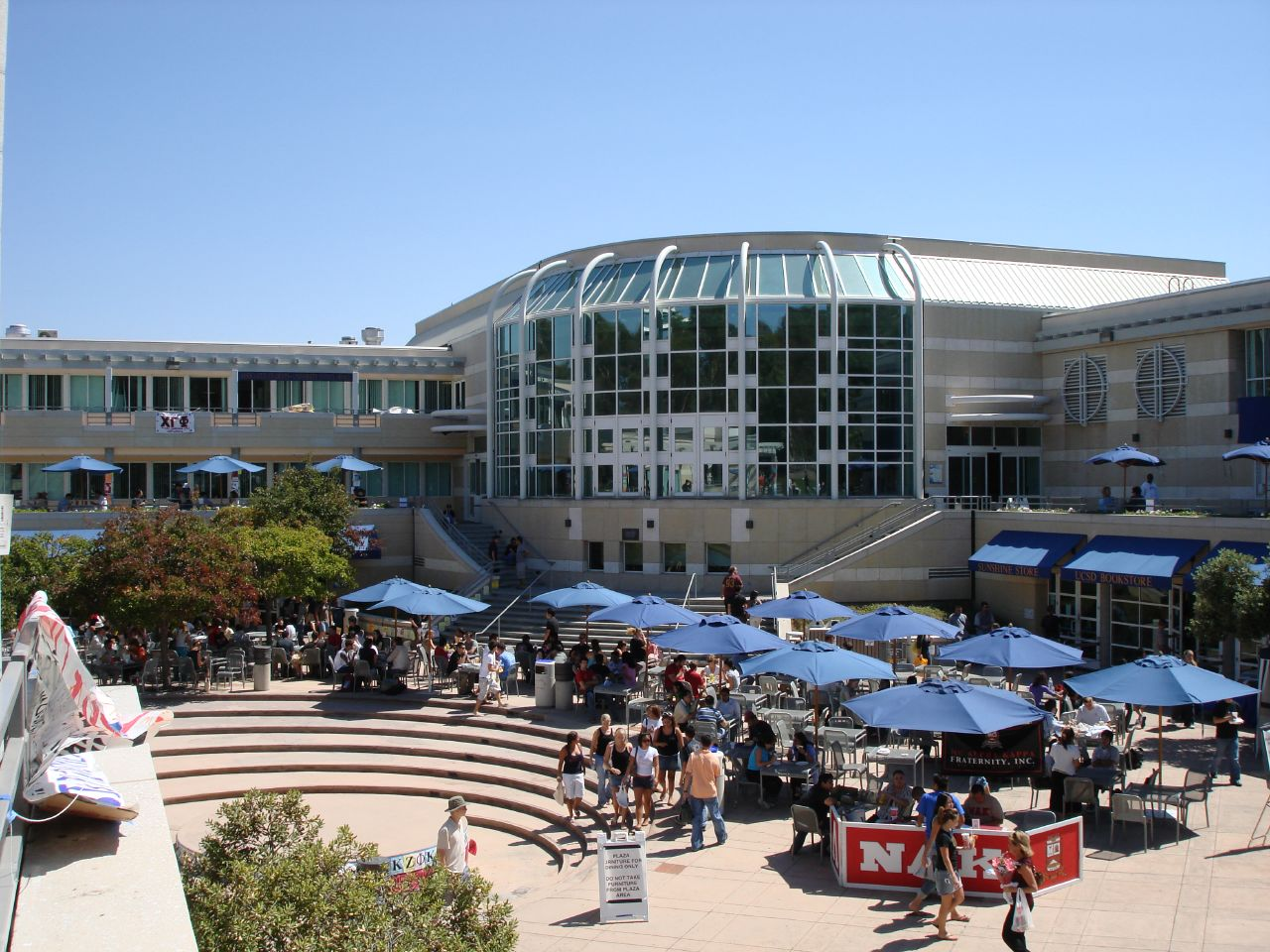
مرکز خرید
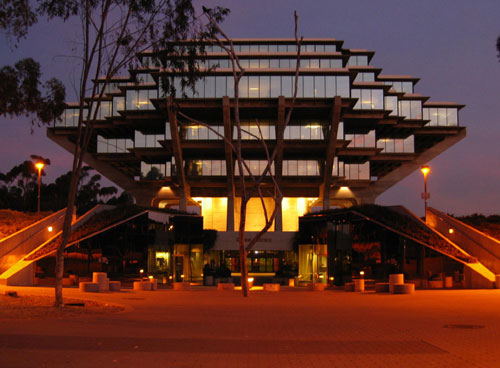
کتابخانه گایزل
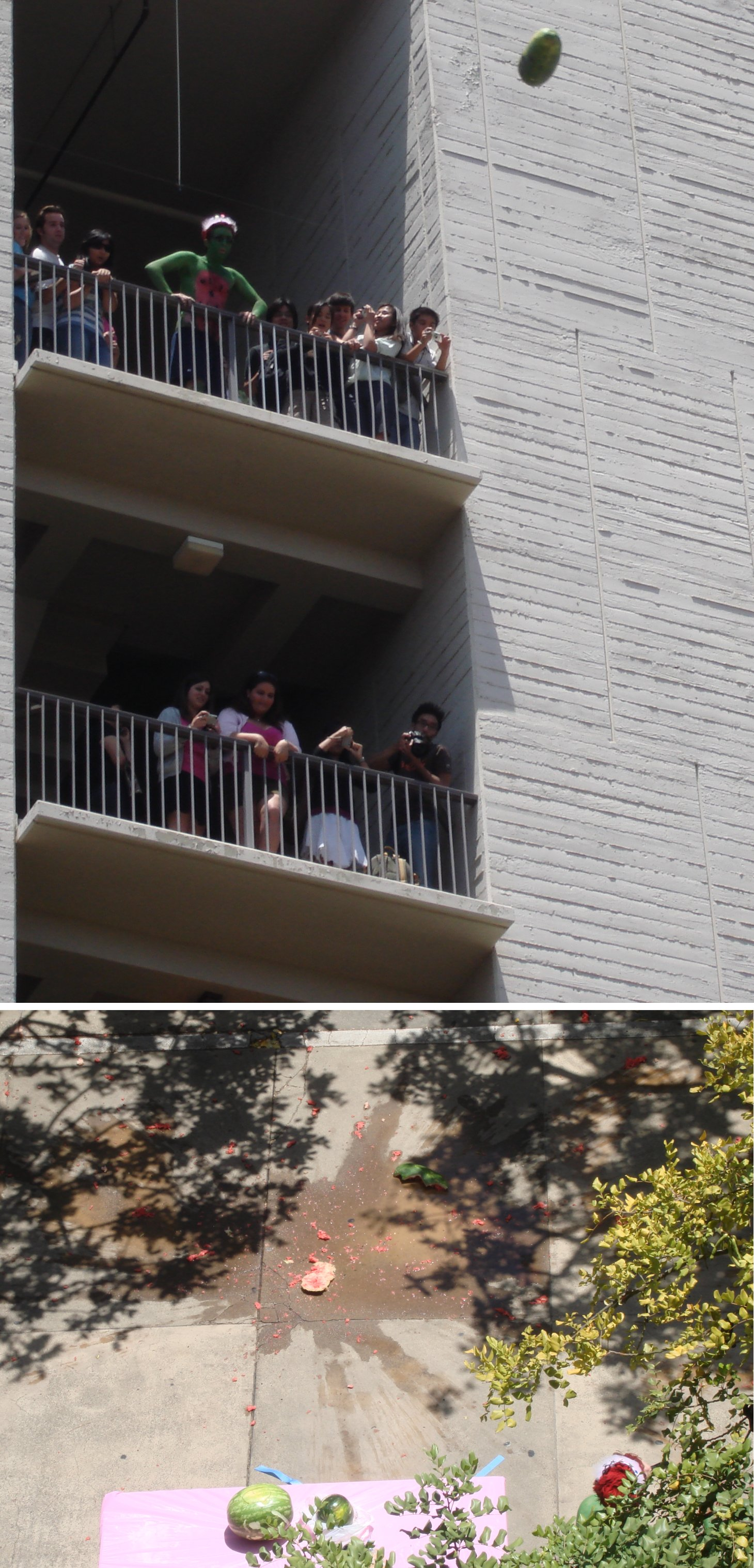
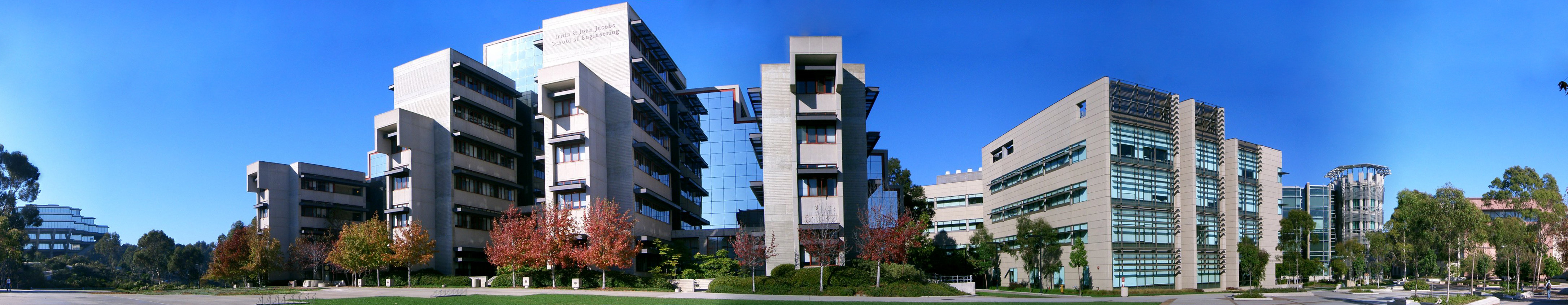